# Belfort van Hesdin
Het Belfort van Hesdin is het belfort van het Noord-Franse plaatsje Hesdin.
Het is een van de 56 belforten in België en Frankrijk die tot werelderfgoed van de UNESCO verklaard zijn.